# SIS6326
SIS6326為矽統公司推出的首款獨立顯示卡，於1997年發佈。SIS6326支援PCI和AGP 1X介面，並搭載4MB~8MB不等的顯示記憶體。SIS6326顯示核心採用32位元VLIW架構、208針腳PQFP封裝。

## 效能
- 每秒可生成80萬個多邊形，支援雙線性、三線性過濾
- 170MHz RAMDAC
- 2D/3D繪圖引擎加速架構
- NTSC/PAL TV信號輸出
- AGP/PCI介面控制單元

## 特色
SiS 6326一大特點就是內置了DVD硬體加速功能，內建Run length與zigzag解碼器、IDCT（Inverse Discrete Cosine Transform，反離散餘弦轉換）邏輯電路、Motion compensation數位邏輯電路，不需要其它DVD硬體加速晶片輔助就支援DVD/MPEG-Ⅱ影像加速，對比軟體模擬可降低80%處理器使用率，以當時的處理器能力，這是很有實用性的，因此在播放DVD時比起其他顯示卡更具優勢。不過SiS 6326中有一個版本沒有硬體加速功能，消費者可能會買到錯誤的版本。
SIS6326縱使沒有出眾的3D性能，但影片播放效果出色。它支援MPEG-2硬體加速，不需要其它輔助晶片，使當時低階的Celeron處理器亦可順利播放DVD。它也支持NTSC或PAL的電視信號輸出。其低廉的售价使它在低端市场赢得不小的份额，其市场寿命也长达1997－2002年。中華民國政府過去在推動擴大內需採購時，曾大量採用SIS6326顯示卡作為當時政府、學校採購電腦的主要顯示輸出設備。

## 版本差異
SIS6326中，只有SIS6326 Cx與SIS6326-DVD D2版本的晶片支援DVD/MPEG-2的硬體加速，SIS6326-AGP G0/H0版本則不支援。
|                     | DVD/MPEG-2 硬體加速 | TV-Out 視訊輸出 |
| SiS6326 Cx版        | Yes                 | Yes             |
| SiS6326-DVD D2版    | Yes                 | Yes             |
| SiS6326-AGP G0/H0版 | No                  | No              |